# Еник, Григорий Ражденович
Григорий Ражденович Еник (23 февраля 1954, Гагра, Абхазская ССР) — член Правительства Республики Абхазия; с 2010 по 2011 годы — Председатель Государственного таможенного комитета Республики Абхазия.

## Биография
Родился 23 февраля 1954 года в Гагре.
Окончил юридический факультет Ростовского государственного университета.
С 2001 года работает в таможенной службе Абхазии.
26 февраля 2010 года указом президента Абхазии назначен Председателем Государственного таможенного комитета Республики Абхазия.
2 марта 2010 года указом президента Абхазии назначен руководителем Администрации президента.

## Семья
Женат, имеет трёх дочерей